# Gustav Jäger (Physiker)

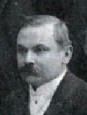
Gustav Jäger, 1908

Gustav Jäger (* 6. April 1865 in Schönbach bei Asch; † 21. Januar 1938 in Wien) war ein österreichischer Physiker.

## Leben
Jäger war das zweitjüngste der 13 Kinder des Unterschönbacher Färbereibesitzers Georg Jäger und dessen Frau Johanna. Er wuchs in der Villa Jäger auf. Nach dem Besuch der Volks- und Hauptschule in Asch wechselte Jäger 1879 auf das Gymnasium in Eger, wo er die Matura ablegte. Danach studierte an der Universität Wien Physik bei Joseph Loschmidt, Victor von Lang und Josef Stefan und promovierte 1888 mit der Schrift Folgerungen aus den Eigenschaften der elektrischen Leitungsfähigkeit von Salzlösungen. Ab 1891 war er Privatdozent am Institut für theoretische Physik und Assistent bei Stefan und nach dessen Tod bei Ludwig Boltzmann. Ab 1897 war er außerordentlicher Professor für theoretische Physik an der Universität Wien und ab 1905 war er ordentlicher Professor an der TH Wien, an der er 1915/16 Rektor war. Ab 1918 war er Vorstand des Instituts für theoretische Physik an der Universität Wien und ab 1920 Vorstand des 2. Physikalischen Instituts der Universität. 1934 emeritierte er.
Jäger war ein Mitarbeiter von Boltzmann und beschäftigte sich unter anderem mit dessen kinetischer Gastheorie und deren Anwendungen, zum Beispiel für die Frage der inneren Reibung von komprimierten Gasen in langen Rohrleitungen in der Chemischen Industrie. Er befasste sich auch mit Raumakustik (Jäger-Sabine-Formeln bzw. Sabine-Frankel-Jäger Theorie, angewandt unter anderem für den Nachhall in Konzertsälen), Schallausbreitung und dem Strömungswiderstand von Körpern in Flüssigkeiten und Gasen, mit Lichtdruck, Stereoskopen und den chemischen Prozessen bei der Fotografie.
1903 widerlegte er einen Einwand des Physikers Hermann von Helmholtz gegen den Motorflug und trug damit dazu bei, diesen in den Augen der Physiker in den Bereich des Möglichen zu rücken. Er unterstützte auch den österreichischen Flugzeugpionier Wilhelm Kress (genauso wie sein Lehrer Boltzmann).
In der Sammlung Göschen veröffentlichte er ein mehrbändiges Lehrbuch der theoretischen Physik.
Er war Mitglied der Wiener Akademie der Wissenschaften, seit 1935 war er Mitglied der Leopoldina. Er war 1930 bis 1934 Präsident der Kommission für Maße und Gewichte.
Er wurde am Hietzinger Friedhof in einem ehrenhalber gewidmeten Grab bestattet.

## Schriften
- Fortschritte der kinetischen Gastheorie, Vieweg 1906, 2. Auflage 1919
- Theoretische Physik, Bd. 1–5, Sammlung Göschen 1898 bis 1908, 6. Auflage 1930 (bzw. von Bd. 5 die 4. Auflage 1930)